# 切利諾格勒區
51°10′N 71°26′E / 51.167°N 71.433°E

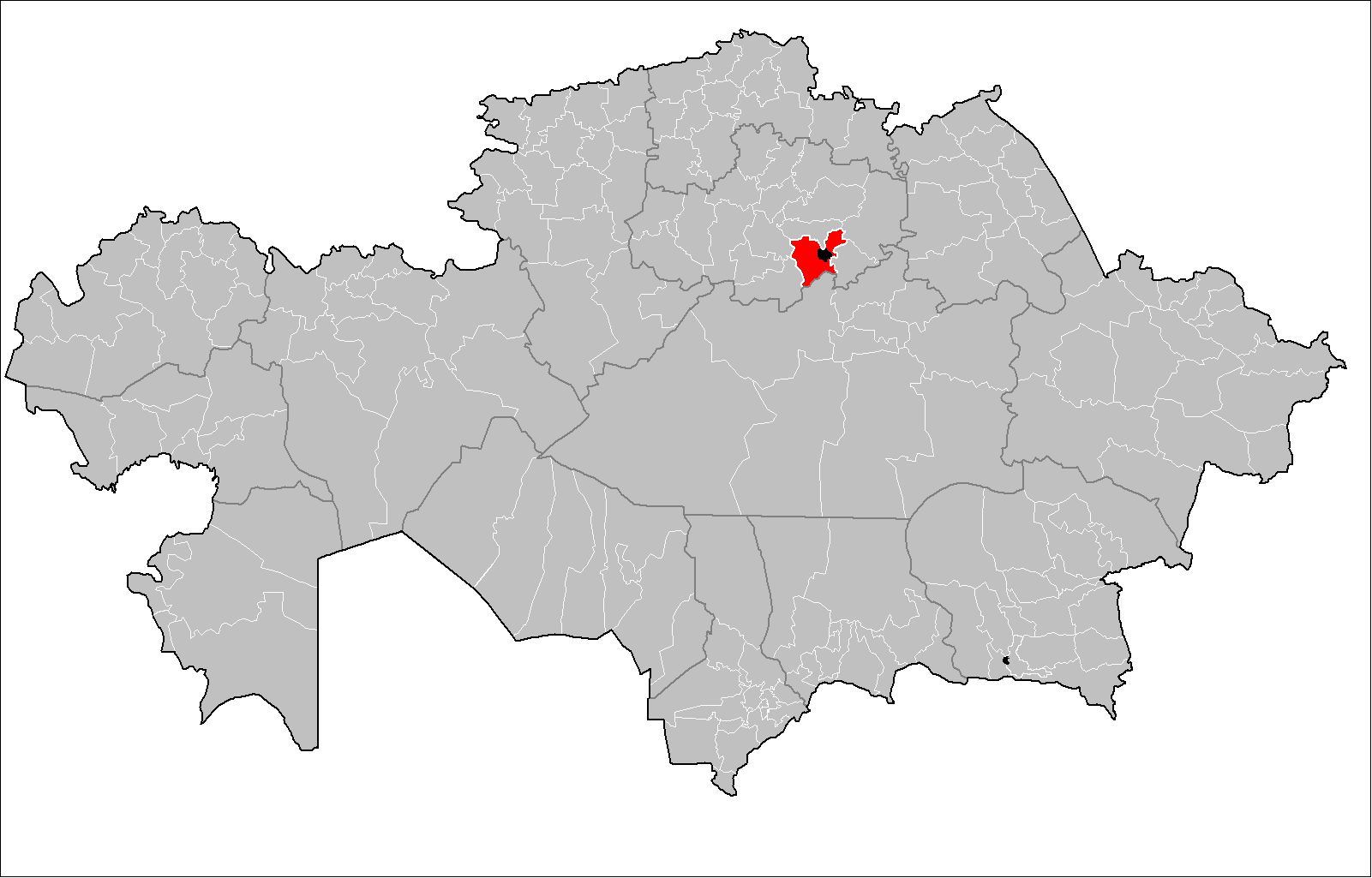

切利諾格勒區是哈薩克斯坦的行政區，位於該國北部，由阿克莫拉州負責管轄，首府設於馬利諾夫卡，始建於1936年，面積7,888平方公里，2013年人口60,505。